# منبوذو الشيطان (فلم)
منبوذو الشيطان (بالإنجليزية: The Devil's Rejects) هو فيلم رعب أنتج عام 2005، قصة وإخراج روب زومبي. وهو الجزء الثاني لفيلمه عام 2003 (منزل الـ 1000 جثة)، وتدور أحداث الفيلم عن عائلة من القتلة من الفيلم السابق.
عبارة إعلانية:
- هذا الصيف، اذهب للجحيم
- الموت يمشي إلى الوراء. الجحيم تنتظر في الأمام.
- قصة القتل، الجنون والانتقام.

## القصة
تدور أحداث القصة عن مقدم برامج تلفزيونية تقوده حاسته الإذاعية إلى مسرح أحداث لجريمة قتل.

## وصلات خارجية
- منبوذو الشيطان على موقع IMDb (الإنجليزية)
- منبوذو الشيطان على موقع ميتاكريتيك (الإنجليزية)
- منبوذو الشيطان على موقع روتن توميتوز (الإنجليزية)
- منبوذو الشيطان على موقع نتفليكس (الإنجليزية)
- منبوذو الشيطان على موقع ألو سيني (الفرنسية)
- منبوذو الشيطان على موقع Turner Classic Movies (الإنجليزية)
- منبوذو الشيطان على موقع أول موفي (الإنجليزية)
- منبوذو الشيطان على موقع بوكس أوفيس موجو (الإنجليزية)
- منبوذو الشيطان على موقع فيلمافينيتي (الإسبانية)
- منبوذو الشيطان على موقع قاعدة بيانات الأفلام السويدية (السويدية)